# سان وان رونگ

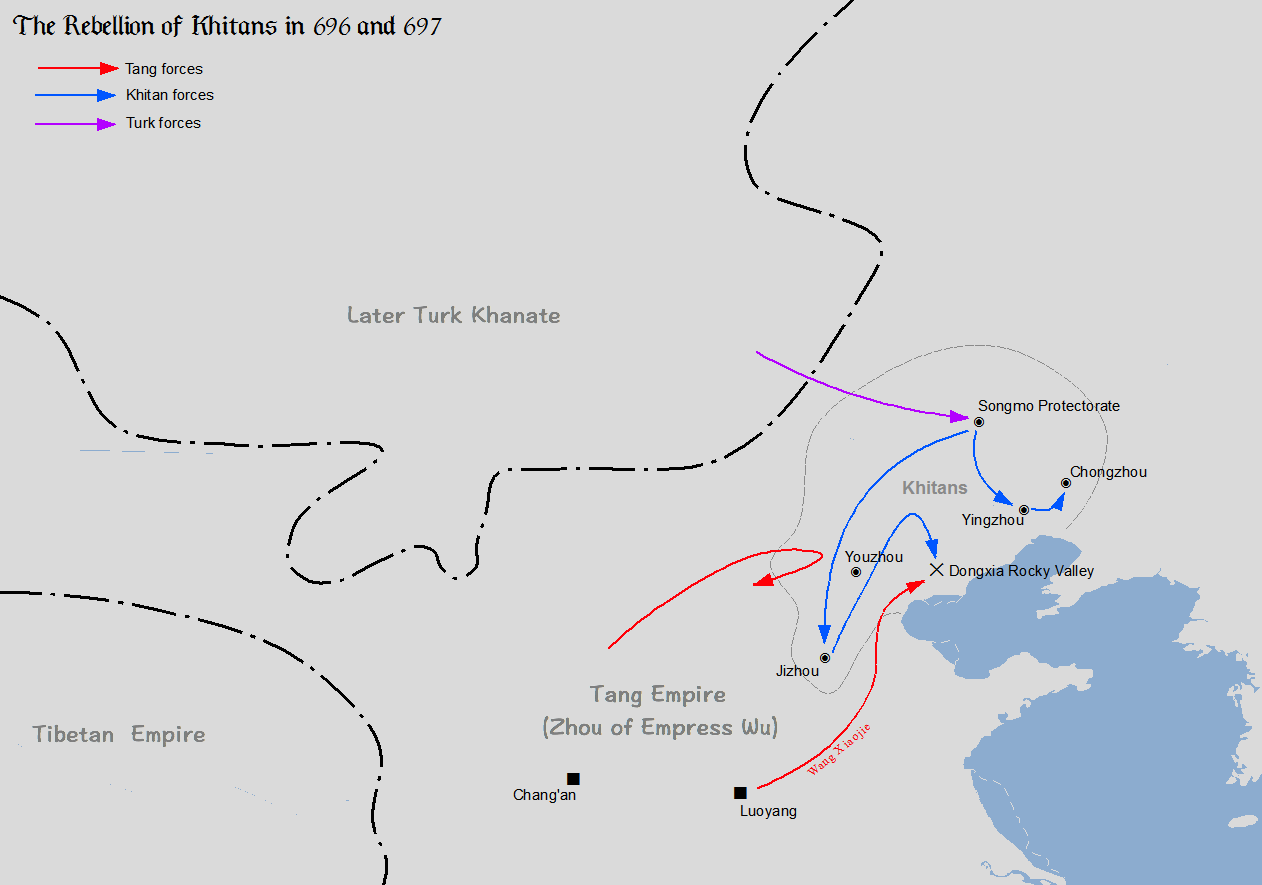
شورش خیتان به رهبری لی جین ژونگ و سان وان رونگ

سان وان رونگ (درگذشته ۶۹۷)، خان قوم خیتان پس از لی جین ژونگ بود که به همراه شوهر خواهرش، لی جین ژونگ، در سال ۶۹۶ میلادی علیه دودمان وو ژو قیام کرد و به سرزمین های وو ژو یورش برد. او در سال ۶۹۷ میلادی درگذشت.